# 劉樹仁 (蒲圻)
劉樹仁（1887年—1952年），字覺民，又名翰如，男，湖北蒲圻人，中国近代政治人物。民國37年（1948年）在教育會中區遞補當選第一屆立法委員。

## 生平
刘树仁是湖北省蒲圻縣羊樓洞人。蒲圻高等小學堂峒校畢業，京師大學堂譯學館德文班畢業，任蒲圻中學史地教員，同年10月轉任武昌中華大學德文兼國際學講師、教授、中華大學《光華學報》主編，次年調任學監仍兼教授。1919--1926年任武漢中學校長，併兼任本縣旅省同鄉會副會長。
1926年12月至1927年10月，出任蘄春縣長，年底到達南京，參加國民黨。次年任南京國軍編遣委員會少校科員，繼升中校、上校科員、代理科長。1930年12月轉任漢口市政府督學，次年元月調任漢口市立實驗小學校長，併兼任蒲圻縣旅武漢同鄉會會長.
1939年2月，任成都行轅少將參議兼平準委員會及訓練委員．5月調任重慶市政府秘書兼第一組組長，繼任市政府專員．10月被選為四川省臨時參議會參議員，先後兩屆共6年。1940年1月，轉任四川省政府顧問。1941年2月，調任重慶憲兵學校上校教官，同時兼憲兵司令賀國光私人秘書兩年半。1943年8月，轉任中央軍事委員會軍簡二階額外參議。1944年2月，調任軍委辦公廳正式參議兼軍簡三階秘書，又兼新聞檢查局秘書1個月。1946年1月，轉任軍委會額外參議，同年5月，調西昌警備司令部任該部二處少將副處長、代處長。
1947年3月，由重慶返蒲圻，選任湖北省臨時參議員，同年秋，任湖北省參議員。1948年秋又遞補立法院華中區教育會立法委員。1949年5月，解放軍進入蒲圻，劉樹仁逃往桂林、昆明，參加李宗仁組織的「第三黨」，計劃建立大西南根據地，抵抗解放軍進入西南。12月，解放軍逼近滇、桂，雲南省主席盧漢通電起事，劉樹仁留昆明等待解放軍接管。1952年在蒲圻被處決。